# لوک پیو
لوک پیو (انگلیسی: Luc Pillot؛ زادهٔ ۱۰ ژوئیهٔ ۱۹۵۹) قایقران قایق بادبانی اهل فرانسه است.